# 1190-е годы до н. э.
1190-е (ты́сяча сто девяно́стые) го́ды до на́шей э́ры по пролептическому юлианскому календарю — промежуток времени с 1 января 1199 года до н. э. по 31 декабря 1190 года до н. э., включающий с 1199 по 1191 годы 1-го десятилетия  и 1190 год 2-го десятилетия XII века 2-го тысячелетия до н. э. Им предшествовали 1200-е годы до н. э., за ними следовали 1180-е годы до н. э. Они закончились 3215 лет назад.

## События

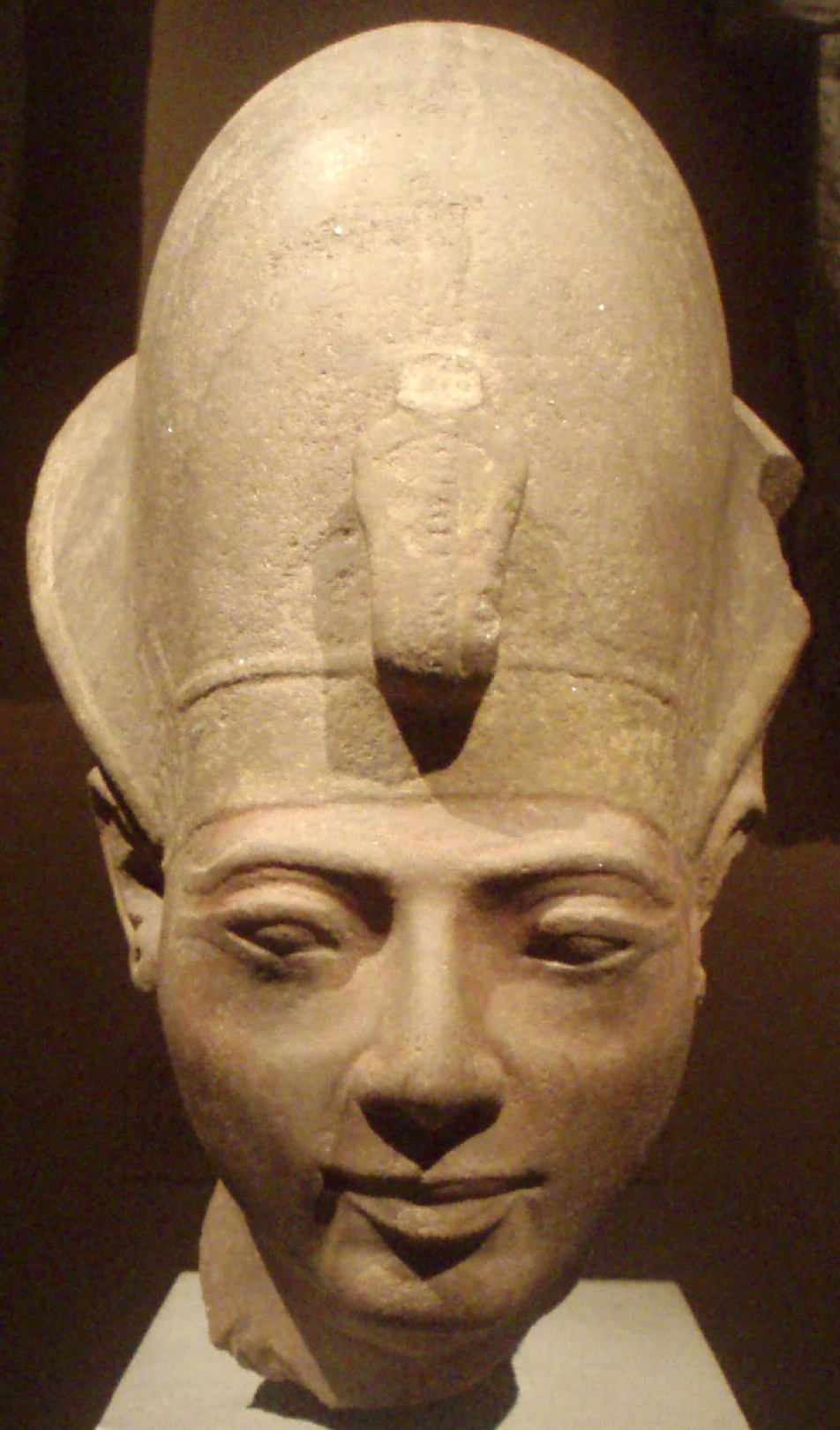
Аменмес

- 1198—1196 (±3) годы до н. э. — три года экстремальной засухи в Малой Азии, ставшие одной из причин краха Хеттской империи в ходе общеближневосточного кризиса, известного как «Катастрофа бронзового века»[1][2].
- 1197 год до н. э. — начало первого периода (1197—982 годы до н. э.) в Книге Перемен согласно концепции Шао Юна.
- 1194 год до н. э. — начало легендарной Троянской войны.
- 1192 год до н. э. — умер У Дин, император Династии Шан.
- 1191 год до н. э. — Менесфей, легендарный царь Афин, умирает во время Троянской войны после 23 лет правления, и его сменяет племянник Демофонт, сын Тесея. Согласно другой версии, его смерть сдвигается на десять лет позже, после окончания Троянской войны (см. 1180 год до н. э.).

## Важные персоны
- Аменмес, фараон XIX династии Египта (1202—1199 годы до н. э.)